# Helena Jaklitsch
Helena Jaklitsch, slovenska zgodovinarka, * 1. julij 1977, Novo mesto. 
Je nekdanja ministrica za Slovence v zamejstvu in po svetu.

## Življenjepis
Rodila se je v Novem mestu, slovensko-kočevarski družini. Na Filozofski fakulteti Univerze v Ljubljani je leta 2002 diplomirala iz sociologije in zgodovine. Iz slednje je leta 2009 še magistrirala, leta 2016 pa še doktorirala na temo slovenskega begunskega šolstva v taboriščih v Avstriji in Italiji od 1945 do 1950. Leta 2005 se je zaposlila na Ministrstvu za pravosodje Republike Slovenije, kjer je sodelovala v procesu priprav in same izvedbe predsedovanja Slovenije Evropskemu svetu v letu 2008. Ob dnevu pravosodja 4. novembra 2008 je prejela diplomo za nadpovprečne delovne uspehe ter za uspešno končane zahtevne projekte na področju pravosodja. 
Leta 2014 se je zaposlila na Ministrstvu za kulturo Republike Slovenije, kjer je delovala v Službi za slovenski jezik ter nato na Direktoratu za ustvarjalnost.
Leta 2022 je prejela odlikovanje viteza velikega križa, najvišje priznanje Republike Italije.
Kot zgodovinarka raziskuje predvsem slovensko zgodovino 20. stoletja ter zgodovino Kočevarjev. Je predsednica Slovenskega zgodovinskega društva za novejšo in sodobno zgodovino], podpredsednica Nove slovenske zaveze ter avtorica številnih strokovnih in drugih člankov. Dolga leta je bila tudi članica uredniškega odbora revije Tretji dan. Je tudi članica Komisije za Slovence po svetu pri Slovenski škofovski konferenci.

### Ministrica za Slovence po svetu
13. marca 2020 je bila v kvoti Slovenske demokratske stranke imenovana za ministrico brez listnice, pristojno za Slovence v zamejstvu in po svetu. Že pred ministrovanjem je aktivno spremljala slovensko izseljenstvo, večkrat je slovenske skupnosti po svetu tudi obiskala.
Kot ministrica je obiskala Slovence v Argentini, Braziliji, Združenih državah Amerike, Kanadi, v Evropi in v državah Zahodnega Balkana. Redno se je udeleževala srečanj in dogodkov v vseh štirih slovenskih zamejstvih, v Avstriji, Italiji, na Hrvaškem in Madžarskem. 